# 桂川站 (福岡縣)
桂川站（日语：／ Keisen eki */?）是位於福岡縣嘉穗郡桂川町大字豆田，屬於九州旅客鐵道（JR九州）筑豐本線（福北豐線、原田線）和篠栗線（福北豐線）的鐵路車站。車站編號為JC11、JG01。
本站為與東海道本線的桂川站區別，因此自此站出發的車票會印上「（筑）桂川」。

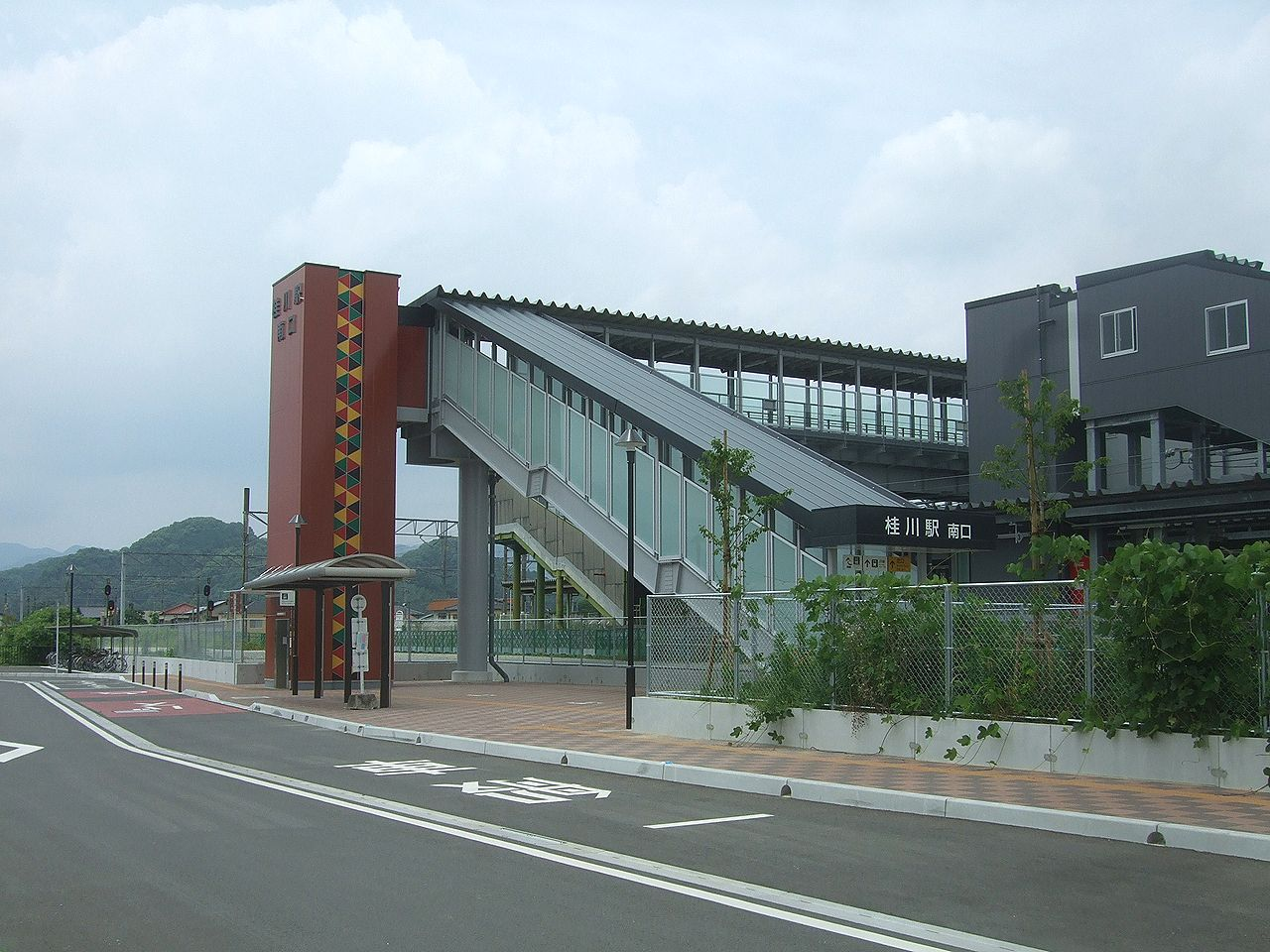
南口(2021年6月)

## 概要
此站的所屬線為筑豐本線，而此站也是篠栗線的起點站，因此成為2線的轉乘站。
筑豐本線在運輸運作上是邊界車站。此站往折尾站方向，以及篠栗線均已電氣化，並以「福北豐線」的愛稱成為一個運輸系統。該系統每小時設有2班快速列車和1至2班普通列車行走。另一方面，此站往原田站方向則為非電氣化，並設有「原田線」的愛稱，每日只有8往返班次的普通列車行走。

## 歷史
在計劃階段，當時預計在上穗波村長尾地區（現時為飯塚市）處開設車站，因此由於資金不足等因素，便於現時位置開設九州鐵道長尾站，而車站名稱使用「長尾」是取自當地的地名。
在煤炭產業興盛時期，此站設有前往日鐵礦業嘉穗礦業所大分坑和麻生礦業豆田炭礦的專用線，當兩座礦山關閉後便隨即廢止。但是大分坑專用線中，部分路段變成現時的篠栗線。
在1940年（昭和15年）12月1日，車站改名為桂川站。長久以來，前往博多站方向的乘客都要在原田站轉乘，乘車時間需時1小時以上。在1968年（昭和43年）5月25日，篠栗線延伸至此站，使有一條較直接的路線前往博多，並開始設有柴油列車行走，使所需時間縮減一半。另外，篠栗線曾經計劃延更至連接上山田線的臼井站，但是未能成事。當時構想在延長至臼井站後，透過途經油須原線，即可連接苅田港站，成為一條橫斷路線。在2001年（平成13年），篠栗線和筑豐本線飯塚方向電氣化，使前往博多站的所需時間最短只需25分鐘。
一直以來，車站只有北邊出口，沒有前往車站南邊與國道200號的通道。在2018年度（平成30年度），此站開始建設連接車站南北的閘外行人通道。該通道設有升降機等無障礙設施。而車站大樓變成2層高，使乘客可以方便地前往車站南邊。

### 年表
- 1901年（明治34年）12月9日 - 九州鐵道（第一代）飯塚站至此站之間開通，此站啟用。當時此站名為長尾站[1]。
- 1907年（明治40年）6月1日 - 九州鐵道（第一代）被國有化，成為帝國鐵道廳車站[7][8]。
- 1928年（昭和3年）7月15日  - 此站至筑前內野之間開通。
- 1929年（昭和4年）12月7日 - 筑前內野至原田站之間開通，筑豐本線全線開通。
- 1940年（昭和15年）12月1日 - 車站改名為桂川站[3]。
- 1968年（昭和43年）5月25日 - 篠栗線篠栗站至此站之間開通，篠栗線全線開通[3]。
- 1987年（昭和62年）4月1日 - 伴隨國鐵分割民營化，車站由九州旅客鐵道（JR九州）營運[9][10][11]。
- 2001年（平成13年）10月6日 - 筑豐本線東折尾至直方至桂川站之間和篠栗線吉塚站至此站之間電氣化。
- 2009年（平成21年）3月1日 - 此站可以使用IC卡「SUGOCA」[12]。
- 2019年（令和元年）9月21日 - 車站周邊進行工程，此站的車站大樓也進行翻新，因此設置了臨時車站大樓。新車站大樓預定在2021年3月落成[13]

## 車站構造

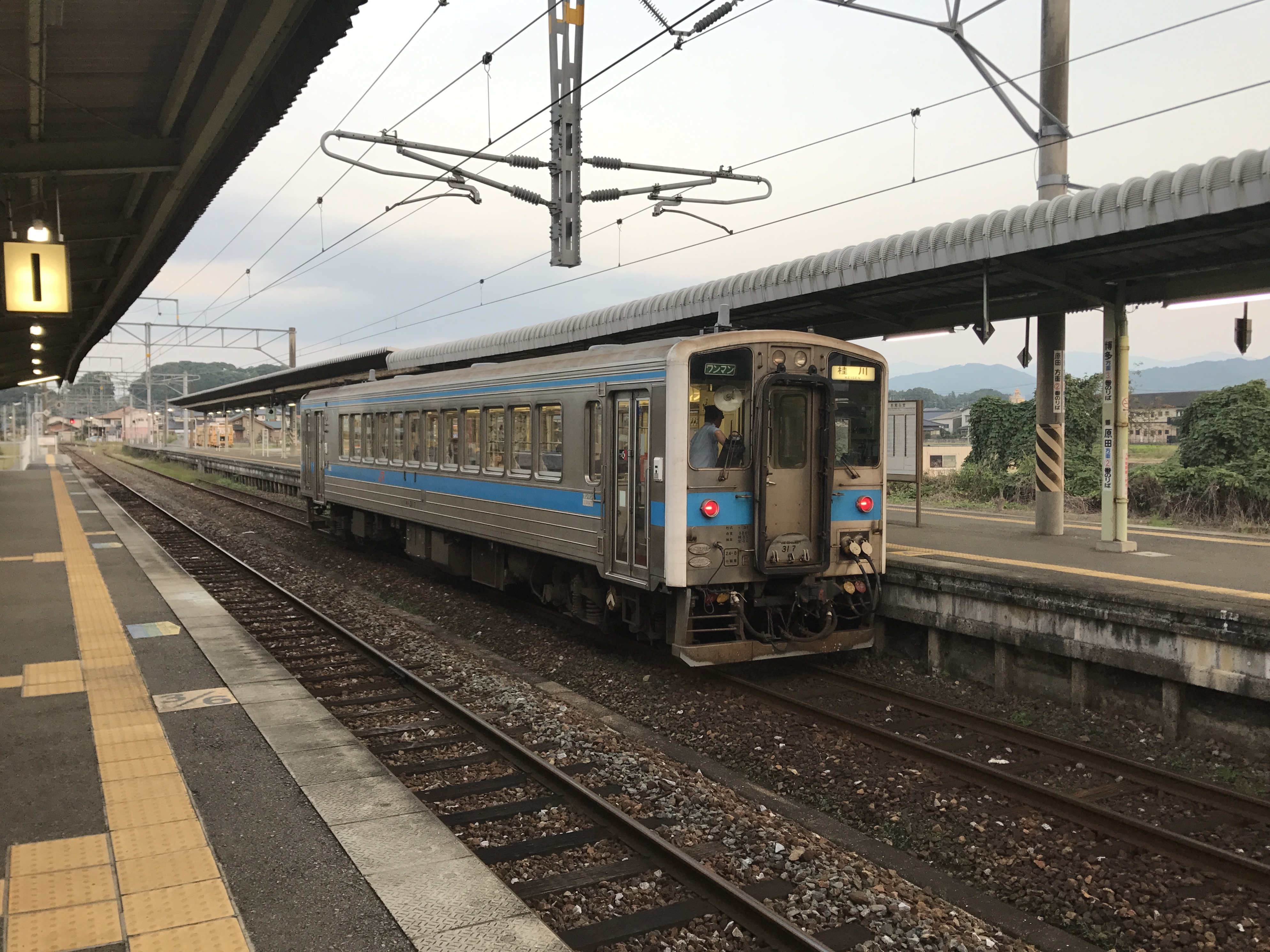
月台(2017年10月)

本站是地面車站，並設有1面1線的單式月台和1面2線的島式月台，共有2面3線的月台。車站南邊設有讓維修車輛停泊用的側線。基本上往新飯塚、直方方向的列車會使用1號月台，原田線列車則會使用2號月台，往筑前大分、博多方向的列車會使用3號月台。從此站出發的上行首班列車，以及為了以不載客列車前往直方的情況下，均會使用可作折返用途的2號月台。而部分福北豐線的列車會使用2號月台作緩急接續之用。
各月台之間透過跨線橋連接。隨著福北豐線電氣化，2號月台為因應電動列車會在本站停靠而提升月台的高度。但是該月台會有非電氣化的原田線列車使用，而該線的柴油列車地台會低於已提升高度的月台，使做成一個梯級落差。因此在月台上設有標示提醒上落列車時需要小心。
此站是由新飯塚站管理的業務委託車站，並委托JR九州服務支援負責車站業務。站內設有綠色窗口、自動售票機和自動閘機。在福北豐線方向可使用SUGOCA。在原田線方向中，如果不是該線的中途站下車，即是前往原田站，或在該站再轉乘前往鳥栖、二日市方向的設有SUGOCA支援的車站時，也可使用SUGOCA。
站房鄰接「合作俱樂部」電器店，該店也售賣麵包、糖果和飲料。在閘內（1號月台）也可光顧該商店。

### 月台
| 月台 | 路線     | 上下行 | 方向             | 備註                |
| ---- | -------- | ------ | ---------------- | ------------------- |
| 1    | 福北豐線 | 上行   | 新飯塚、直方方面 | 部分列車使用2號月台 |
| 2    | 原田線   | -      | 上穗波、原田方向 |                     |
| 3    | 福北豐線 | 下行   | 篠栗、博多方向   | 部何列車使用2號月台 |

## 使用狀況
在2018年度的1日平均乘車人次為1,856人，在JR九州車站中排名99位。
| 乘車人次變化       | 乘車人次變化 |
| 年度               | 1日平均人次  |
| ------------------ | ------------ |
| 2016年（平成28年） | 1,881        |
| 2017年（平成29年） | 1,876        |
| 2018年（平成30年） | 1,856        |

## 車站周邊
此站距離桂川町中心2公里，因此此站位於町的外圍。此站為筑豐本線和篠栗線的分支和據點車站，因此有許多乘客會使用此站，在早上和晩上的通勤時段會比較繁忙。在站前設有數間小規模商店和居民，環境比較冷清。於站前經常有的士等待乘客。另外，此站設有巴士路線前往桂川町中心、飯塚市、嘉麻市方向，以及福岡縣立嘉穂綜合高等學校。
在西側迴旋路處設有筑穗地區的飯塚市預約共乘的士站，以及停車場（巴士等待處）。該的士在筑穗地區內收費300日圓。而轉乘嘉麻市需求巴士前往嘉麻市嘉穗地區收費600日圓。
- 王塚古墳 - 車站北方約800米[14]
- 國道200號（日语：国道200号）
- 福岡縣道444號豆田稻築線
- 豆田公民館
- 豆田團地
- 長尾東團地

## 巴士路線
在車站大樓東邊迴旋路內設有「桂川站」巴士站，共有4間巴士營業者路線停靠該站。
- 西鐵巴士筑豐（日语：西鉄バス筑豊）
  - 27：飯塚（日语：飯塚バスターミナル）、天道、桂川町公所、嘉穗綜合高校（日语：福岡県立嘉穂総合高等学校）、碓井、西牛隈、西鐵大隈方向
- 飯塚市社區巴士（日语：飯塚市コミュニティバス）
  - 筑穗、飯塚線：AEON穗波店（日语：イオン穂波ショッピングセンター）、Cosmos Common、大分站、筑穗分所方向
- 嘉麻市巴士（日语：嘉麻市バス）（山田巴士）（稻築巴士）
  - 嘉穗綜合高校、吉隈、西牛隈、生涯學習館、熊畑方向
  - （嘉穗綜合高校）志耕館高校、稻築醫院、嘉麻市政廳（稻築廳舍）、夏木之湯、鴨生團地、（藤見台）下鴨生站方向
- 桂川町福祉巴士，購買東西、前往醫院巴士

## 相鄰車站
九州旅客鐵道（JR九州）
- 特急「魁皇」停車站

 福北豐線
■快速、■普通
天道（JC12）－桂川（JC11）－筑前大分（JC10）
原田線（筑豐本線原田方向）
桂川（JG01）－上穗波站（JG02）

## 注腳

## 外部連結
- 桂川（車站資訊） - 九州旅客鐵道（日語）